# ユウサミイ
ユウサミイ（1966年9月24日 - ）は、日本のシンガーソングライター。

## 来歴
大学を休学して一年間訪れたオーストラリアのゴールドコーストに魅せられてオーストラリア永住を決意した。GIA G.G.（米国宝石学会宝石鑑定士）の資格を取り、1996年からゴールドコーストに移住。過不足のない生活を送っていたが、変化のない日常に漠然とした不安を覚え、学生時代に目指したミュージシャンの道を再び志すようになった。
2008年頃に日本での音楽活動を開始し、2013年に日本に完全帰国した。
演奏方法はギターでの弾き語りが主。

## ディスコグラフィ

### アルバム
- 1st「幸せでありますように」
- 2nd「どこかの星の下で」
- 3rd「wish you were here」
- （以下、独立後）
- １st「世界中でたったひとりの　ひとり分の宇宙」
- ２nd「Now and Back Then」
- アナログLPレコード（付属CD付き）「イコン」 （限定数販売のため、2022年4月現在、売り切れ）